# Teresa Rodríguez
María Teresa Rodríguez-Rubio Vázquez (Rota, Cádiz, 18 de septiembre de 1981), más conocida como Teresa Rodríguez, es una filóloga, profesora y política española, que fue diputada por Málaga y Cádiz del Parlamento de Andalucía entre 2015 y 2022, así como eurodiputada durante 9 meses, entre 2014 y 2015. Pertenece a Anticapitalistas Andalucía y es lideresa de Adelante Andalucía.

## Biografía

### Orígenes familiares y adolescencia
Los padres de Teresa Rodríguez regentaban una perfumería en su ciudad natal, Rota (Cádiz). Su padre fue concejal andalucista en el Ayuntamiento de Rota (Cádiz) en la I Legislatura. Desde muy joven, empezó a militar en el movimiento contra la base aeronaval hispano-estadounidense de Rota.

### Periodo universitario y militancia en IU (1998-2008)
Teresa Rodríguez se licenció en Filología Árabe en las universidades de Sevilla y Cádiz, donde impulsó asambleas estudiantiles, fundamentalmente contra la Ley Orgánica de Universidades y el Plan Bolonia, y protestó contra la Constitución Europea (2005).
Fue militante de Izquierda Unida. Con 18 años, su nombre figuró en las listas de IULV-CA a las elecciones al Parlamento de Andalucía de 2000. Miembro de la corriente interna Espacio Alternativo, llegó a formar parte de la presidencia federal de IU. En octubre de 2008 abandonó IU, junto con el resto de militantes de Espacio Alternativo.

### Izquierda Anticapitalista y trabajo como profesora (2008-2013)
Tras abandonar IU, Espacio Alternativo se transformó en Izquierda Anticapitalista, organización en la que Teresa Rodríguez ha militado desde entonces. Con ella, concurrió a las elecciones al Parlamento Europeo de 2009, a las municipales de 2011 por Cádiz y a las generales de España de 2011.
Tras aprobar las oposiciones de enseñanza secundaria en Lengua Castellana, fue profesora de Lengua Castellana y Literatura en el Instituto Manuel de Falla de Puerto Real hasta 2013. Fue delegada sindical de la Unión de Sindicatos de Trabajadoras y Trabajadores de la Enseñanza de Andalucía (USTEA) y formó parte de la Marea Verde en defensa de la educación pública.

### Eurodiputada y secretaria general de Podemos en Andalucía (2014-2020)

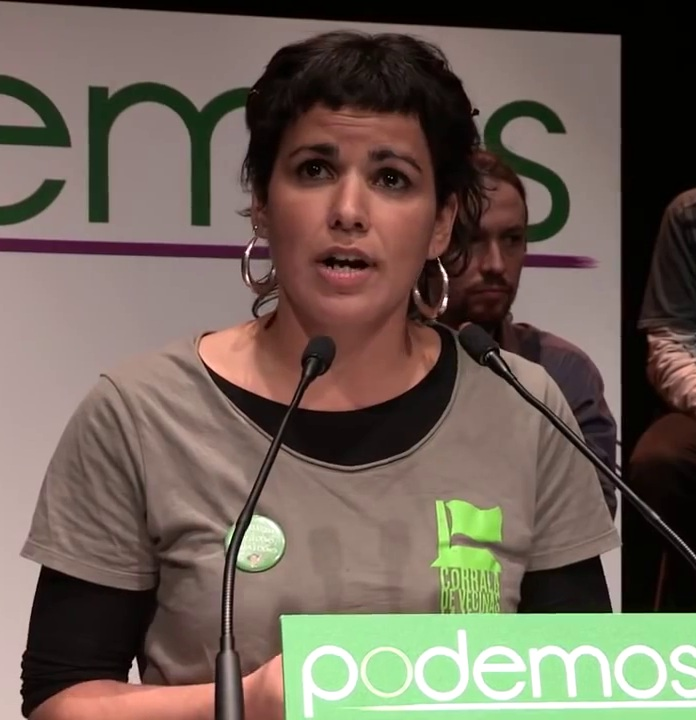
En la presentación de Podemos (Madrid, 16 de enero de 2014).

Tras la creación de Podemos a principios de 2014, con vistas a concurrir en las elecciones europeas de ese año, Teresa Rodríguez fue elegida como número dos de la candidatura en primarias abiertas; resultó elegida diputada del Parlamento Europeo junto con otros cuatro candidatos de esta formación. Como el resto de sus compañeros, renunció a cobrar la totalidad de su sueldo como eurodiputado (unos 8000 euros), quedándose en su caso con los 1700 euros que le hubieran correspondido por su sueldo de profesora y donando el resto al Sindicato Andaluz de Trabajadores o los empleados de Delphi, entre otras causas.
En febrero de 2015 fue elegida candidata de Podemos a la Presidencia de la Junta de Andalucía, con un 80,86 % de los votos, renunciando a su escaño en el Parlamento Europeo.
En las elecciones de marzo su partido obtuvo quince escaños en el Parlamento de Andalucía, y en abril Teresa Rodríguez fue elegida secretaria general de Podemos en Andalucía mediante un proceso de primarias abiertas, con cerca del 85 % de los votos.
En noviembre de 2016 Teresa Rodríguez fue reelegida para ocupar la Secretaría General de Podemos Andalucía tras cosechar un 75,64 % del apoyo en la II Asamblea Andaluza (13 184 votos). Las candidatas Carmen Lizárraga, con la candidatura 'Ahora Andalucía' y Begoña Gutiérrez, de 'Andalucía, plaza a plaza', quedaron, respectivamente, en segundo lugar con un respaldo del 11,59 %, y en tercer lugar, con un 11,16 % del apoyo.

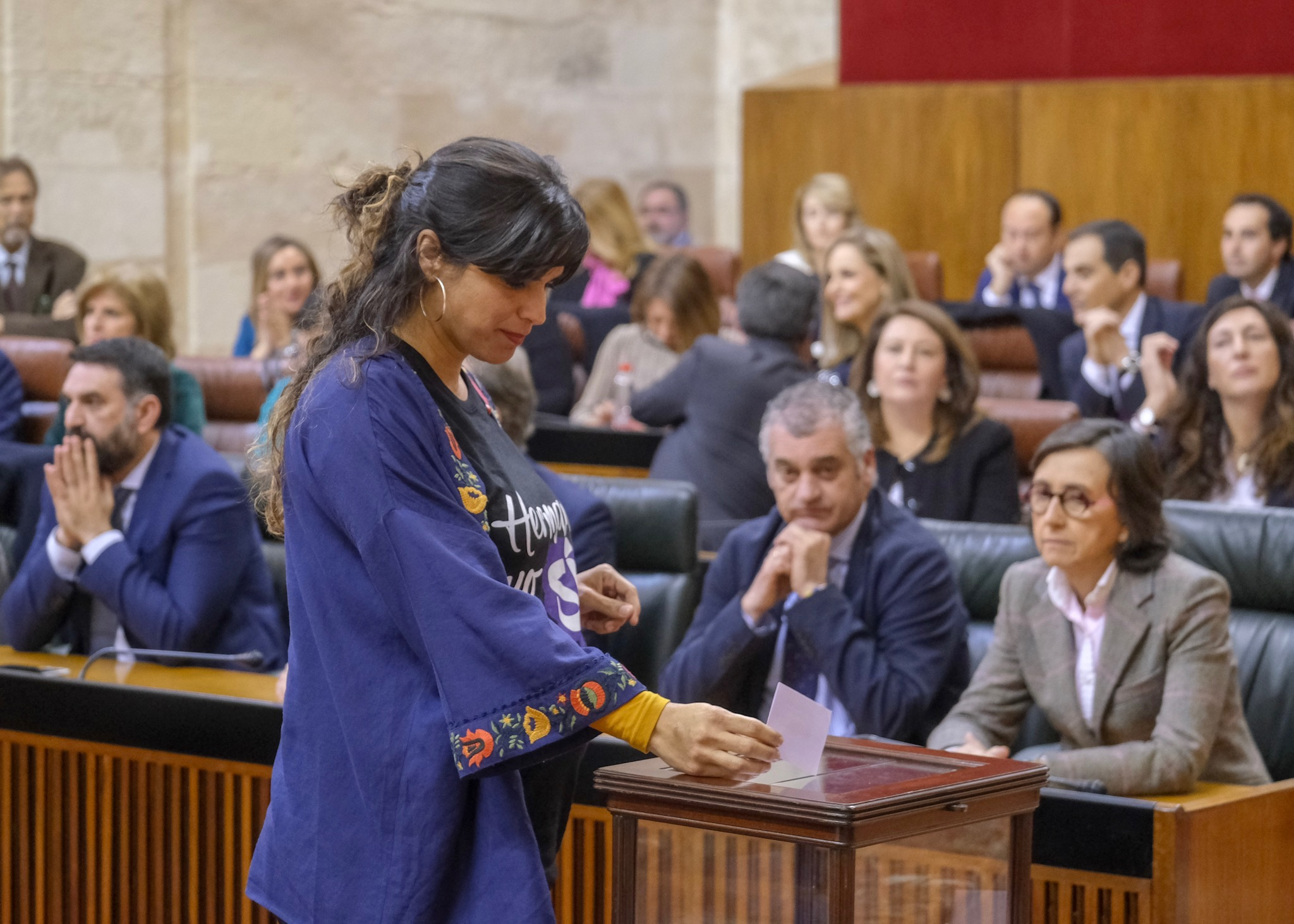
Teresa Rodríguez votando en la constitución del Parlamento de Andalucía (Sevilla, 27 de diciembre de 2018).

En las elecciones de diciembre de 2018 encabezó la coalición Adelante Andalucía que obtuvo diecisiete escaños en el Parlamento de Andalucía.

### Salida de Podemos y expulsión del grupo parlamentario Adelante Andalucía
El 12 de febrero de 2020 anunció, a través de un vídeo conjunto con Pablo Iglesias, su salida de Podemos por diferencias estratégicas, si bien se mantenía en su cargo hasta la elección de una nueva dirección andaluza en mayo de ese mismo año. Tras el relevo, la nueva dirección de Podemos en Andalucía, la minoría del grupo parlamentario, consideró que Rodríguez y otros siete diputados de Anticapitalistas se habían convertido en tránsfugas, por lo que pidió su expulsión del grupo parlamentario de Adelante Andalucía. A pesar de las dudas jurídicas planteadas por el Letrado Mayor del Parlamento y la presidenta, la petición fue aceptada por la mesa con los apoyos de PSOE, PP y Vox, pasando todos ellos a ser diputados no adscritos a la espera de decisión judicial. En septiembre de 2023, el Tribunal Constitucional falló, por unanimidad, en favor de Rodríguez y el resto de diputados afectados, considerando que, con la expulsión del grupo parlamentario, la Mesa del Parlamento andaluz vulneró sus derechos políticos.
En junio de 2020 inscribió el partido político instrumental Anticapitalistas Andalucía, aunque presentándose a las elecciones dentro de Adelante Andalucía. En las elecciones al Parlamento de Andalucía de 2022 su partido político, del cual fue candidata, consiguió dos escaños.
El 19 de diciembre de 2022 anunció su renuncia al escaño en el Parlamento de Andalucía para volver a ocupar su puesto de profesora en Puerto Real. No obstante, continúa en la política como portavoz y líder de Adelante Andalucía con el objetivo de preparar los comicios de 2023.

## Vida privada
Es pareja sentimental del político José María González Santos Kichi, quien fuera alcalde de Cádiz entre los años 2015 y 2023, con quien tiene dos hijas.